# Hetepheres II
Hetepheres II là một công chúa và là một vương hậu Ai Cập cổ đại thuộc Vương triều thứ 4.

## Tiểu sử
Hetepheres II là con gái của pharaon Khufu và vương hậu Meritites I; là chị em cùng cha với các pharaon Djedefre và Khafre. Bà được đặt theo tên của bà nội là Hetepheres I. Cô ruột của Hetepheres II là vợ của hoàng tử Ankhhaf, cũng tên là Hetepheres. Hetepheres II đã kết hôn với chính người anh em ruột là Thái tử Kawab, sinh được 4 người con:
- Duaenhor, mang danh hiệu "Con (cháu) trai của Vua" và "Người bạn của cha mình", chủ nhân của ngôi mộ mastaba G 7550[2]. Duaenhor có một con gái tên Nebtyhotep, được biết qua ngôi mộ G 7550, cùng với tên cha mẹ của ông[3].
- Kaemsekhem, mang danh hiệu "Con (cháu) trai của Vua" và "Quản đốc hoàng cung"[2]. Vợ ông là phu nhân Ka'aper, sinh được 2 người con trai là Rawer and Minkhaf. Kaemsekhem và vợ được chôn tại mastaba G 7660[4].
- Mindjedef, mang danh hiệu "Con (cháu) trai của Vua" và "Người quản khố của Vua"[2]. Vợ ông là phu nhân Khufuankh, sinh được một con trai không rõ tên, được biết qua các phù điêu trên mastaba G 7760 của Mindjedef[4].
- Meresankh III, vương hậu của Khafre, được chôn tại mastaba đôi G 7530 - 7540[2][3]. Kết quả phân tích hài cốt cho thấy, bà qua đời do một căn bệnh xoang ở độ tuổi 50 - 55[5].

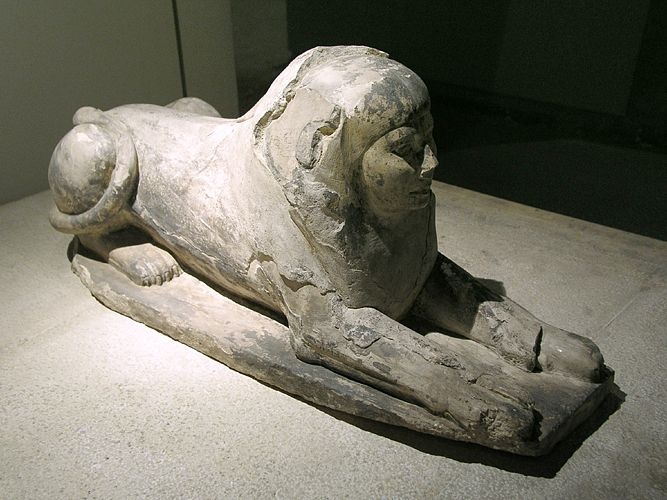
Tượng nhân sư của Hetepheres II (tại Kim tự tháp Djedefre)

Kauab mất sớm trong thời trị vì của Khufu. Nhiều người tin rằng, vua Djedefre là người đứng sau cái chết của Thái tử. Hetepheres sau đó đã tái giá với Djedefre, sinh được ít nhất một người con gái, là Neferhetepes. Có lẽ việc tái hôn của Hetepheres II phần nhiều nhằm củng cố vị trí quyền lực của bà trong triều đình. Tuy Hetepheres sinh nhiều con nhưng không ai trong số họ trở thành người kế vị, nên bà vẫn không bao giờ nhận được danh hiệu "Mẹ của Vua".

## An táng
Hetepheres II qua đời vào những năm cuối cùng của Vương triều thứ Tư, cho thấy bà sống khá thọ. Ban đầu, ngôi mộ mastaba đôi G 7110 - 7120 được dành cho bà và người chồng trước, thái tử Kawab, nhưng sau đó G 7110 bị bỏ trống vì bà đã tái giá với Djedefre. Những phù điêu trong mastaba G 7350 được cho là khắc họa chân dung của Hetepheres II và con gái Meresankh III, vì thế có lẽ đây bà được chôn cất cùng với con gái.